# Porcellio graecorum
Porcellio graecorum là một loài chân đều trong họ Porcellionidae. Loài này được Strouhal miêu tả khoa học năm 1955.